# European Sports Media
European Sports Media (ESM) és una associació europea de publicacions relacionades amb el futbol.

## Membres
Les publicacions fundadores de l'ESM van ser:
- A Bola (Portugal)
- Don Balón (Espanya)
- Foot Magazine (Bèlgica)
- kicker (Alemanya)
- La Gazzetta dello Sport (Itàlia)
- Onze Mondial (França)
- Sport (Suïssa)
- Voetbal internacional (Països Baixos)
- World Soccer (Regne Unit)

El 1997, Onze Mondial va ser reemplaçada per France Football com a representant de França. Sport va desaparèixer a finals del 1999 per una fallida econòmica. France Football va deixar el grup abans de la temporada 2001/02 i, en el seu lloc, Sport Express (Rússia) s'hi va afegir a principis de 2002. A principis de 2003 Fanatik (Turquia) va entrar en el grup. Durant l'estiu d'aquest any, Tipsbladet (Dinamarca) també es va unir al grup. El 2004, Afrique Football (França) es va unir a ESM com a membre associat. El 2007, la xinesa Soccer Weekly va ser acceptada com a desena membre de l'ESM, la primera fora d'Europa. El setembre del 2011 va desaparèixer Don Balón.

## Guardons
Els membres d'aquest grup trien cada mes un "Equip del Mes" d'entre tots els europeus. D'entre tots, seleccionen un "Equip de l'Any".
Des de 1996, l'ESM també recompensa els millors davanters d'Europa amb la Bota d'Or europea.